# Kid Kash
David Cash (n. 31 iulie 1969) este un wrestler american, cunoscut pentru evoluțiile sale în promoțiile World Wrestling Entertainment, Extreme Championship Wrestling și Total Nonstop Action Wrestling, unde a luptat folosind numele de Kid Cash.

## Titluri în Wrestling
- Extreme Championship Wrestling
  - ECW World Television Championship (1 dată)[1]
- Juggalo Championship Wrestling
  - JCW Heavyweight Championship (1 dată)
- Powerhouse Wrestling Alliance
  - PWA World Heavyweight Championship (4 ori)
- Pro Wrestling Illustrated
  - PWI ranked him #68 of the top 500 singles wrestlers in the PWI 500 in 2000[2]
- Showtime All-Star Wrestling
  - SAW International Heavyweight Championship (3 ori)[3]
- Total Nonstop Action Wrestling
  - TNA X Division Championship (1 dată)
  - NWA World Tag Team Championship (2 ori) – cu Dallas
  - NWA World Tag Team Championship Tournament (2004) – cu Dallas
- United States Wrestling Organization
  - USWO Championship (2 ori)
- World Wrestling Council
  - WWC Junior Heavyweight Championship (1 dată)
- World Wrestling Entertainment
  - WWE Cruiserweight Championship (1 dată)
- X Wrestling Federation
  - XWF World Cruiserweight Championship (1 dată)[4]
- XtraWrestle Federation
  - XWF World Cruiserweight Championship (6 times)